# Стандарт Сагана

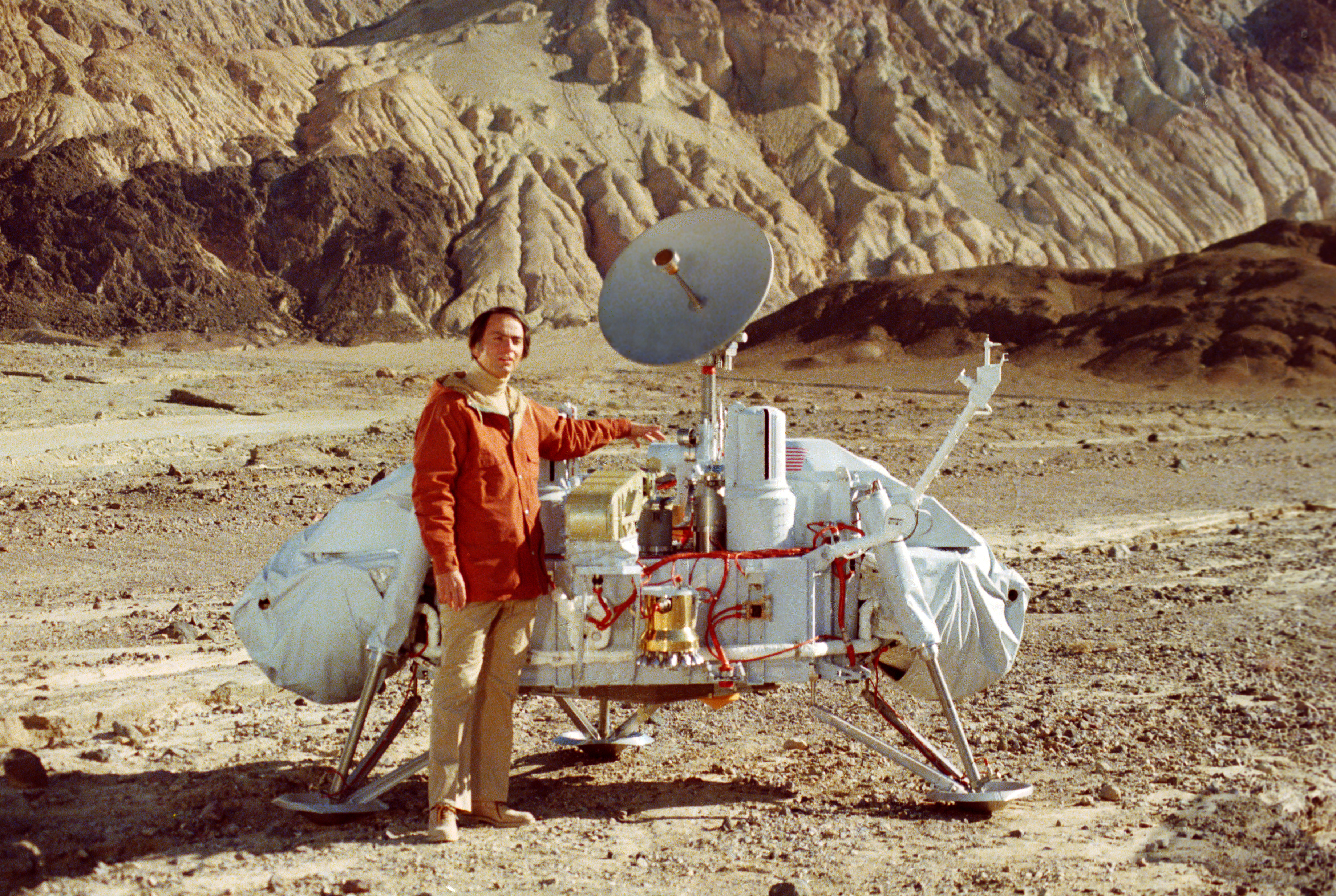
Карл Саган популяризував однойменний стандарт.

Стандарт Сагана — це афоризм про те, що «надзвичайні твердження вимагають надзвичайних доказів» (англ. extraordinary claims require extraordinary evidence, іноді скорочується до ECREE). Названа на честь наукового комунікатора Карла Сагана, який використав цю фразу у своїй книзі «Мозок Брока» 1979 року та в телевізійній програмі «Космос» 1980 року. Стандарт був описаний як фундаментальний для наукового методу та розглядається як втілення основних принципів наукового скептицизму.
Стандарт Сагана подібний до бритви Оккама тим, що обидві евристики віддають перевагу простішому поясненню феномену перед складнішим. У застосуванні існує певна неясність щодо того, коли докази вважаються достатньо «надзвичайними». Стандарт Сагана часто використовують для оскарження даних і наукових висновків або для критики псевдонаукових тверджень. Деякі критики стверджують, що стандарт може пригнічувати інновації та підтверджувати підтверджувальне упередження.
Подібні заяви раніше робили такі діячі, як Томас Джефферсон у 1808 році, П'єр-Симон Лаплас у 1814 році та Теодор Флурнуа у 1899 році. Формулювання «Надзвичайні твердження вимагають незвичайних доказів» було використано лише за рік до Сагана науковим скептиком Марчелло Труцці. Також стверджується, що філософ Дейвід Г'юм вперше повністю охарактеризував принципи стандарту Сагана у своєму есе 1748 року «Про чудеса».

## Застосування
Карл Саган у його книзі Мозок Брока
Стандарт Сагана, за словами психолога Патріціо Трессольді, «є основою наукового методу та моделлю для критичного мислення, раціонального мислення та скептицизму всюди». Це також було описано як «фундаментальний принцип наукового скептицизму». Фраза часто використовується в контексті паранормальних та інших псевдонаукових тверджень. Він також часто згадується в науковій літературі, щоб оскаржити пропозиції щодо досліджень, як-от новий вид амазонського тапіра, двобатьківське успадкування мітохондріальної ДНК або голоценове «мега-цунамі».
Стандарт пов'язаний з бритвою Оккама, оскільки, згідно з такою евристикою, більш простим поясненням віддають перевагу більш складним. Лише в ситуаціях, коли існують надзвичайні докази, надзвичайна претензія буде найпростішим поясненням. Стандартизована форма цього з'являється під час перевірки гіпотези, де перевагу надають гіпотезі про відсутність доказів запропонованого явища, так званій «нульовій гіпотезі». Формальний аргумент передбачає призначення більш сильного байєсова передприйняття нульової гіпотези на відміну від її відхилення.

## Аналіз і критика
Науковий комунікатор Карл Саган не описав жодних конкретних чи кількісних параметрів щодо того, що є «надзвичайним доказом», що викликає питання про те, чи можна об'єктивно застосовувати стандарт. Академік Девід Демінг зазначає, що було б «неможливо заснувати все раціональне мислення та наукову методологію на афоризмі, значення якого цілком суб'єктивне». Натомість він стверджує, що «надзвичайні докази» слід розглядати як достатню кількість доказів, а не як докази, які вважаються надзвичайно якісними. Трессольді зазначив, що поріг доказів зазвичай визначається на основі консенсусу. Ця проблема менш очевидна в клінічній медицині та психології, де статистичні результати можуть встановити силу доказів.
Демінг також зазначив, що стандарт може «пригнічувати інновації та підтримувати ортодоксальність». Було стверджено, що більшість наукових відкриттів, які спонукали до зміни парадигми, спочатку вважалися «надзвичайними» і не отримали б такого широкого визнання, якби потрібні були надзвичайні докази. Психолог Річард Шиффрін стверджував, що стандарт слід використовувати не для заборони публікації досліджень, а для визначення того, яке найкраще пояснення феномену. Уніфіковане відхилення екстраординарних тверджень може підтвердити упередження підтвердження. Навпаки, математичний психолог Ерік-Ян Вагенмейкерс заявив, що надзвичайні твердження часто неправдиві, а їх публікація «забруднює літературу».
Вчений-когнітивіст і дослідник ШІ Бен Герцель вважає, що ця фраза використовується як «риторичний мем» без критичного осмислення. Філософ Теодор Шик стверджував, що «надзвичайні твердження не вимагають надзвичайних доказів», якщо це найбільш адекватне пояснення.

## Походження та попередники

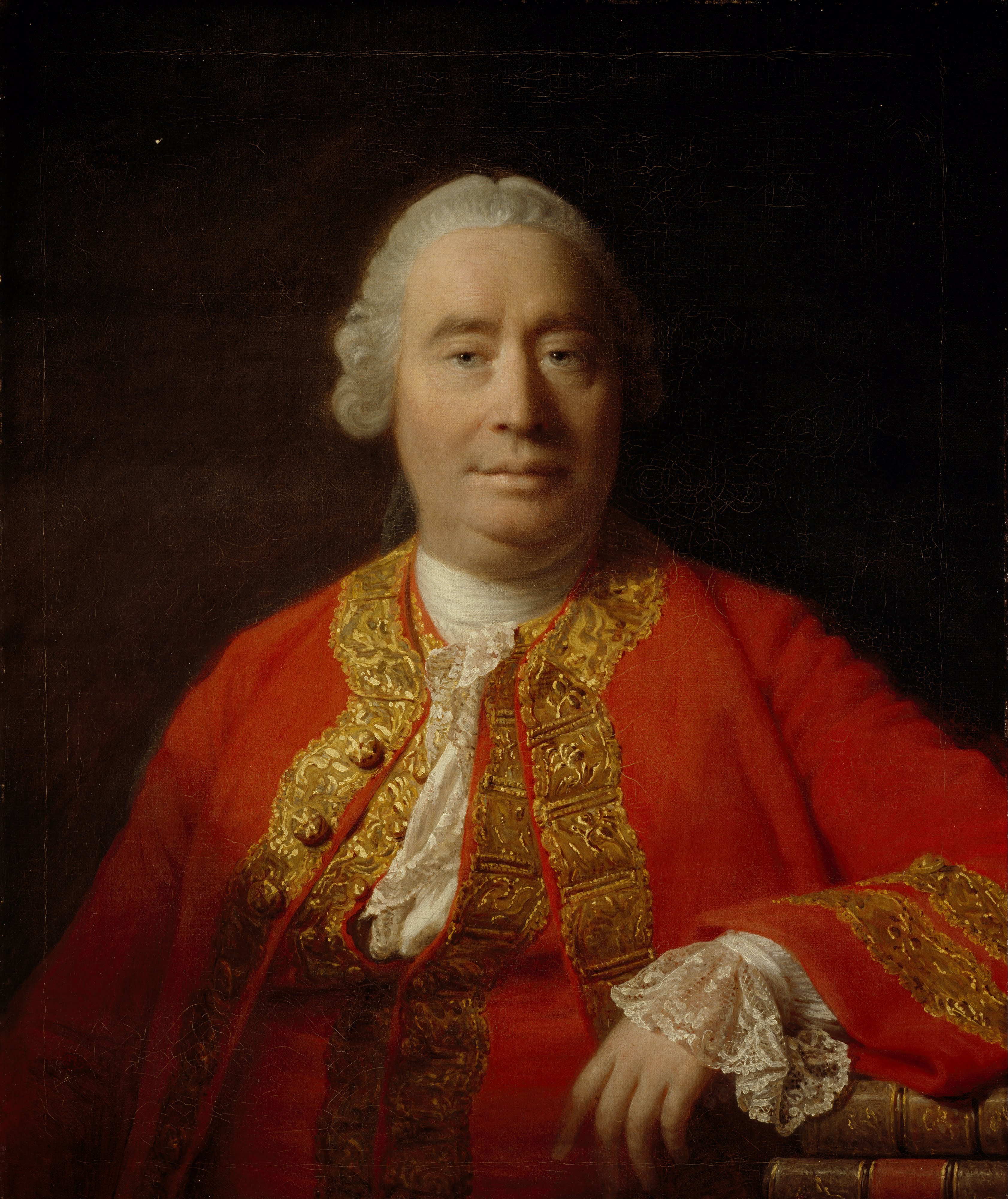
Філософ Девід Юм, можливо, був першим, хто повністю описав принципи стандарту Сагана.

Саган популяризував цей афоризм у своїй книзі «Мозок Брока» 1979 року і в телевізійному шоу 1980 року «Космос» з посиланням на заяви про відвідування Землі інопланетянами. Саган вперше озвучив однойменний стандарт в інтерв'ю The Washington Post у 1977 році. Однак науковий скептик Марчелло Труцці використав формулювання «Надзвичайні твердження вимагають незвичайних доказів» у статті, опублікованій Parapsychology Review у 1975 році, а також у статті Zetetic Scholar у 1978 році Дві статті 1978 року цитували фізика Філіпа Абельсона — тодішнього редактора журналу Science — використовуючи ту саму фразу, що й Труцці.
У своєму есе «Про чудеса» 1748 року філософ Дейвід Г'юм писав, що якщо «факт… є частиною надзвичайного і дивовижного… докази… отримують зменшення, більше чи менше, пропорційно факту. більш-менш незвичайний». Демінг зробив висновок, що це було перше повне роз'яснення стандарту. На відміну від Сагана, Юм визначив природу «надзвичайного»: він писав, що це велика кількість доказів.
Інші також висували дуже схожі ідеї. Quote Investigator цитує подібні заяви Бенджаміна Бейлі (у 1708 році), Артура Ешлі Сайкса (1740), Бейлбі Портеуса (1800), Еліху Палмера (1804) та Вільяма Крейга Браунлі (1824), усі вони використовували це в контексті надзвичайні твердження християнської теології та передбачувані надзвичайні докази, надані Біблією. Французький вчений П'єр-Сімон Лаплас у есе (1810 і 1814) про стабільність Сонячної системи писав, що «вагомість доказів незвичайного твердження має бути пропорційна його дивності». Томас Джефферсон у листі 1808 року так висловлює сучасний скептицизм щодо метеоритів: «Щодня виникають тисячі явищ, які ми не можемо пояснити, але там, де наводяться факти, які не мають аналогії з законами природи, які нам ще відомі, їх правдивість потребує пропорційних доказів. до їхніх труднощів».

### Цитування
1. ↑  Kaufman, Marc (2012). First Contact: Scientific Breakthroughs in the Hunt for Life Beyond Earth (вид. Reprint). Simon and Schuster. ISBN 9781439109014., p. 124.
2. ↑  Sagan, Carl (1979). Broca's Brain: The Romance of Science. Hodder and Stoughton. ISBN 9780394501697., p. 62.
3. ↑  Kiely, John; Pickering, Craig; Halperin, Israel (2019). Comment on "Biological Background of Block Periodized Endurance Training: A Review". Sports Medicine. 49: 1475—1477., p. 1475.
4. ↑  Lineweaver, Charles H. (2022). The 'Oumuamua Controversy: Bayesian Priors and the Evolution of Technological Intelligence. Astrobiology. 22 (12).
5. ↑  Hauter, Jakob (2021). Forensic Conflict Studies: Making Sense of War in the Social Media Age. Media, War & Conflict. 16 (2): 153—172., p. 161.
6. 1 2 3 4 5  Tressoldi, Patrizio E. (2011). Extraordinary Claims Require Extraordinary Evidence: The Case of Non-Local Perception, a Classical and Bayesian Review of Evidences. Frontiers in Psychology. 2 (117). doi:10.3389/fpsyg.2011.00117. PMC 3114207. PMID 21713069., p. 1.
7. 1 2  Voss, Robert S.; Helgen, Kristofer M.; Jansa, Sharon A. (2014). Extraordinary Claims Require Extraordinary Evidence: A Comment on Cozzuol et al. Journal of Mammology. 95 (4): 893—898., p. 893.
8. 1 2  Smith, Jonathan C. (2011). Pseudoscience and Extraordinary Claims of the Paranormal: A Critical Thinker's Toolkit. John Wiley & Sons. ISBN 9781444358940.
9. ↑  Tressoldi, Patrizio E. (2011). Extraordinary Claims Require Extraordinary Evidence: The Case of Non-Local Perception, a Classical and Bayesian Review of Evidences. Frontiers in Psychology. 2 (117). doi:10.3389/fpsyg.2011.00117. PMC 3114207. PMID 21713069., pp. 1—3.
10. 1 2 3  Broderick D.; Goertzel B., ред. (2015). Evidence for Psi: Thirteen Empirical Research Reports. McFarland. ISBN 9780786478286., p. 292.
11. ↑  Salas, Antonio; Sebastian, Schönherr; Bandelt, Hans-Jürgen; Gómez-Carballa, Alberto; Weissensteiner, Hansi (2020). Extraordinary Claims Require Extraordinary Evidence in Asserted mtDNA Biparental Inheritance. Genetics. Forensic Science International. 47.
12. ↑  Pinter, Nicholas; Ishman, Scott E. (2008). Impacts, mega-tsunami, and other extraordinary claims (PDF). GSA Today. The Geological Society of America. 18 (1): 37—38., pp. 37—38.
13. ↑  Matthews, Paul (2010). Sample Size Calculations: Practical Methods for Engineers and Scientists. Mathews Malnar and Bailey. ISBN 978-0615324616., p. 6.
14. 1 2 3  Deming, David (2016). Do Extraordinary Claims Require Extraordinary Evidence?. Philosophia. 44 (4): 1319—1331., p. 1320.
15. ↑  Carl Sagan: Researcher, Educator, Communicator, Advocate and Activist. The Library of Congress. Процитовано 18 вересня 2023.
16. ↑  Deming, David (2016). Do Extraordinary Claims Require Extraordinary Evidence?. Philosophia. 44 (4): 1319—1331., p. 1319.
17. ↑  Cardeña, Etzel (2018). The Experimental Evidence for Parapsychological Phenomena: A Review (PDF). American Psychologist. American Psychological Association. 73 (5): 663—677., p. 673.
18. 1 2  Shiffrin, Richard M.; Matzke, Dora; Crystal, Jonathon D.; Wagenmakers, E.J.; Chandramouli, Suyog H.; Joachim, Vandekerckhove; Zorzi, Marco; Morey, Richard D.; Murphy, Mary C. (2021). Extraordinary claims, extraordinary evidence? A discussion. Learning & Behavior. 49: 265—275., p. 266.
19. ↑  Shiffrin, Richard M.; Matzke, Dora; Crystal, Jonathon D.; Wagenmakers, E.J.; Chandramouli, Suyog H.; Joachim, Vandekerckhove; Zorzi, Marco; Morey, Richard D.; Murphy, Mary C. (2021). Extraordinary claims, extraordinary evidence? A discussion. Learning & Behavior. 49: 265—275., p. 265.
20. ↑  Shiffrin, Richard M.; Matzke, Dora; Crystal, Jonathon D.; Wagenmakers, E.J.; Chandramouli, Suyog H.; Joachim, Vandekerckhove; Zorzi, Marco; Morey, Richard D.; Murphy, Mary C. (2021). Extraordinary claims, extraordinary evidence? A discussion. Learning & Behavior. 49: 265—275., pp. 265—266.
21. ↑  Sagan, Carl (14 грудня 1980). Encyclopaedia Galactica. Cosmos: A Personal Voyage. Епізод 12.  На 01:24 хвилині. PBS., 1:24 min.
22. 1 2 3 4  Extraordinary Claims Require Extraordinary Evidence – Quote Investigator. Quote Investigator. 5 грудня 2021.
23. ↑  Truzzi, Marcello (1978). On the Extraordinary: An Attempt at Clarification (PDF). Zetetic Scholar. 1 (1)., p. 11.
24. ↑  A Stepchild of Science Starts to Win Friends. U.S. News & World Report. 31 липня 1978. с. 41—42. Архів оригіналу за 15 жовтня 2017., pp. 41–42.
25. ↑  Rao, K.R. (1978). Psi: Its Place in Nature. Journal of Parapsychology. 42 (4): 276—303., pp. 41–42.
26. ↑  Deming, David (2016). Do Extraordinary Claims Require Extraordinary Evidence?. Philosophia. 44 (4): 1319—1331., p. 1328.
27. ↑  Berkes, Anna (14 листопада 2008). Who Is the Liar Now?. Monticello. Thomas Jefferson Foundation. Архів оригіналу за 30 жовтня 2016.
28. ↑  Letter to Daniel Salmon on 15 February 1808 Discussing the Nature and Origin of Meteorites. The Library of Congress. Архів оригіналу за 22 серпня 2017.